# Oarța de Jos
Oarța de Jos is een Roemeense gemeente in het district Maramureș.
Oarța de Jos telt 1345 inwoners.